# Hollmünde
Hollmünde ist eine Ortschaft in der Gemeinde Wipperfürth im Oberbergischen Kreis im Regierungsbezirk Köln in Nordrhein-Westfalen (Deutschland).

## Lage und Beschreibung
Der Ort liegt im Südosten der Stadt Wipperfürth an der Stadtgrenze zu Marienheide auf einem mit „Klüppelberg“ bezeichneten Höhenzug. Nachbarorte sind Nagelsgaul, Freihäuschen, Niederklüppelberg und Obergaul.
Der Ort gehört zum Gemeindewahlbezirk 142 und damit zum Ortsteil Dohrgaul.

## Geschichte
Die Karte Topographia Ducatus Montani (lateinisch: Topographie des Herzogtums Berg) aus dem Jahre 1715 zeigt einen Hof und bezeichnet diesen mit „Holmund“. Die Topographische Aufnahme der Rheinlande von 1825 zeigt auf umgrenztem Hofraum unter dem Namen „Hohlmünte“ zwei getrennt voneinander liegende Grundrisse. In der Preußischen Uraufnahme von 1840 lautet die Ortsbezeichnung „Hollenmünde“. Ab der topografischen Karte der Jahre 1894 bis 1896 wird der heute gebräuchliche Ortsname Hollmünde verwendet.

## Busverbindungen
Über die Haltestelle Dohrgaul der Linien 333 und 399 (VRS/OVAG) ist Hollmünde an den öffentlichen Personennahverkehr angebunden.

## Wanderwege
Die vom SGV ausgeschilderten Rundwanderwege A2 und A3 führen durch den Ort. Im Südwesten der Ortschaft verläuft in 100 m Entfernung der Wipperfürther Rundweg.